# Tarbet
Tarbet är en ort i Storbritannien.   Den ligger i kommunen Argyll and Bute och riksdelen Skottland, i den nordvästra delen av landet, 600 km nordväst om huvudstaden London. Tarbet ligger 84 meter över havet och antalet invånare är 292.
Terrängen runt Tarbet är huvudsakligen kuperad. Tarbet ligger nere i en dal. Runt Tarbet är det glesbefolkat, med 16 invånare per kvadratkilometer. Närmaste större samhälle är Garelochhead, 14,8 km sydväst om Tarbet. I omgivningarna runt Tarbet växer i huvudsak blandskog.